# Dębno (stad)
Dębno (Duits: Neudamm) is een stad in de Poolse provincie West-Pommeren, gelegen in het district Myślibórz. De oppervlakte bedraagt 19,5 km², het inwonertal 13.863 (2005).

## Stedenbanden
- Strausberg - Duitsland
- Theresienstadt - Tsjechië
- Renkum - Nederland